# Jewgienij Agranowicz
Jewgienij Daniłowicz Agranowicz (ros. Евгений Данилович Агранович; ur. 13 października 1918 w Orle, zm. 29 stycznia 2010 w Moskwie) – radziecki i rosyjski dramaturg, scenarzysta, poeta, prozaik oraz pieśniarz.

## Życiorys
Urodził się 13 października 1918, jednak później przy złożeniu dokumentów data została zapisana jako 14 listopada 1919. Ten wariant występował w różnych źródłach przez wiele dziesięcioleci jako oficjalna data. Pisać zaczął w 1938. Po wybuchu II wojny światowej wstąpił do armii, gdzie kontynuował pisanie wierszy i pieśni. Wiele jego pieśni jako anonimowe weszły do obiegu i zostały uznane za teksty ludowe. Po wojnie w 1948, ukończył  Instytut Literatury im. Maksyma Gorkiego. Był autorem muzyki, tekstów piosenek i scenariuszy do różnych radzieckich produkcji filmowych.
Odznaczony m.in. Orderem Czerwonej Gwiazdy i dwukrotnie Orderem Wojny Ojczyźnianej II klasy oraz wieloma medalami.
Pochowany na Cmentarzu Wostriakowskim.

## Wybrana filmografia

### Scenariusze
- 1982: O białej róży, która umiała się czerwienić

### Autor tekstów piosenek (wierszy)
- 1958: Piotruś i Czerwony Kapturek
- 1973: Wasilijok
- 1981: Maria i Mirabela